# Ellen Bareis
Ellen Bareis (* 1. Oktober 1967 in Schwäbisch Gmünd; † 8. März 2024 in Frankfurt am Main) war eine deutsche Soziologin, Hochschullehrerin und Vizepräsidentin der Hochschule für Wirtschaft und Gesellschaft Ludwigshafen.

## Leben und Wirken
Ellen Bareis studierte ab 1992 Soziologie in Frankfurt am Main und schloss das Studium 1999 als Diplom-Soziologin ab. 2005 wurde sie in Frankfurt zur Dr. phil. promoviert. Sie arbeitete als wissenschaftliche Mitarbeiterin und im Rahmen von Forschungsprojekten unter anderem am Frankfurter Institut für Sozialforschung sowie in Zusammenarbeit mit dem Institut für Stadt- und Regionalentwicklung der Fachhochschule Frankfurt am Main, dem Ministerium für Soziales Hessen und mit Medico international.
Nach Lehraufträgen an der Technischen Universität Darmstadt und der Goethe-Universität Frankfurt sowie einer Vertretungsprofessur (seit 2009) an der Hochschule für Wirtschaft und Gesellschaft Ludwigshafen übernahm sie dort 2011 die Professur für „Gesellschaftliche Ausschließung und Partizipation“ am Fachbereich Sozial- und Gesundheitswesen. Ab 2013 war sie Prodekanin, ab 2015 Dekanin und wurde im Jahr 2019 als Nachfolgerin von Hans-Ulrich Dallmann zur Vizepräsidentin der Hochschule gewählt.
Ellen Bareis erlag im Alter von 56 Jahren in Frankfurt am Main den Folgen einer schweren Erkrankung. Die Grabstätte befindet sich auf dem Frankfurter Friedhof Westhausen.

## Schwerpunkte
Schwerpunkte von Forschung und Lehre waren Transformationen des Städtischen; Alltag und soziale Kämpfe; Produktion des Sozialen; Organisationsforschung sowie (Nicht-)Nutzungsforschung.

## Publikationen (Auswahl)
- Verkaufsschlager. Urbane Shoppingmalls – Orte des Alltags zwischen Nutzung und Kontrolle. Westfälisches Dampfboot, Münster 2007, ISBN 978-3-89691-709-6.
- mit Mechthild Mertens, Claus Reis: Frauen und Hartz IV. Die organisatorische Umsetzung des SGB II. Fachhochschulverlag, Frankfurt am Main 2007, ISBN 978-3-936065-92-3.
- als Hrsg. mit Christian Kolbe, Marion Ott, Christian Bäumner-Schütte: Episoden sozialer Ausschließung. Definitionskämpfe und widerständige Praktiken. Festschrift zum 65. Geburtstag von Helga Cremer-Schäfer. Westfälisches Dampfboot, Münster 2013, ISBN 978-3-89691-926-7.
- als Hrsg. mit Thomas Wagner: Politik mit der Armut. Europäische Sozialpolitik und Wohlfahrtsproduktion „von unten“. Westfälisches Dampfboot, Münster 2015, ISBN 978-3-89691-714-0.